# جوانا رويز
جوانا رويز (بالإنجليزية: Joanna Ruiz)‏ هي ممثلة بريطانية، ولدت في 1970 في لندن في المملكة المتحدة.